# بني بجري (عبس)

تعديل مصدري - تعديل

بني بجري هي إحدى قرى عزلة مطولة بمديرية عبس التابعة لمحافظة حجة، بلغ تعداد سكانها 452 نسمة حسب تعداد اليمن لعام 2004.